# Анна София Гессен-Дармштадтская
Анна София Гессен-Дармштадтская (нем. Anna Sophia von Hessen-Darmstadt; 17 декабря 1638, Марбург — 13 декабря 1683, Кведлинбург) — принцесса Гессен-Дармштадтская, княгиня-аббатиса Кведлинбургская, поэтесса.

## Биография
Анна София была дочерью ландграфа Гессен-Дармштадта Георга II (1605—1661) и его супруги, принцессы Софии Элеоноры Саксонской (1609—1671). Девочка получила строго лютеранское воспитание, и рано стала интересоваться вопросами религии. Изучала также восточные языки и поэтическое искусство. Начиная с 16-летнего возраста принцесса проживала у своих дедушки и бабушки (по материнской линии) в Дрездене. В 1656 году Анна София стала аббатисой лютеранского Кведлинбургского аббатства; в том же году она начала писать церковные песни и гимны. В 1658 году вышел в свет её первый сборник, содержавший 32 песни религиозного содержания, часть из которых вошла затем в официальные песенники лютеранской церкви (например, песнь к вечере Ach Gnad über alle Gnaden! Heißet das nicht Gütigkeit? Jesus hat uns selbst geladen zu dem Tisch, den er bereit’t.).
У Анны Софии возник конфликт на религиозной почве с её сестрой, Елизаветой Амалией (1635—1709), которая в 1653 году вышла замуж за курфюрста Пфальца Филиппа Вильгельма и в связи с этим приняла католичество. Елизавета Амалия настаивала на том, чтобы и Анна София отреклась от лютеранской веры, оставила Кведлинбургское аббатство. Хотя Анна София и сумела устоять против этой сестринской интриги, однако в своём духовном завещании отметила, что «запуталась в ошибках и шла ложным путём». В связи с этим вместо предложенной ею кандидатки на замещение должности княгини-аббатисы Анны Доротеи Гольштейн-Готторпской (1640—1713) после смерти Анны Софии была выбрана Анна Доротея Саксен-Веймарская. Против кандидатуры Анны Доротеи Гольштейн-Готторпской выступал и патрон Кведлинбургского аббатства, курфюрст Саксонии Иоганн Георг III.
Отличаясь хрупким здоровьем, Анна София страдала «хроническим кашлем». Несмотря на это, в 1681 году она была выбрана под именем Анна София II княгиней-аббатисой Кведлинбурга.